# Centrale nucleare di Mochovce
La centrale nucleare di Mochovce è una centrale nucleare slovacca, situata fra le città di Nitra e Levice, presso il villaggio di Mochovce, nella regione di Nitra. L'impianto è composto da 4 reattori VVER440 per 1.654 MW, di cui due in costruzione.